# Pattinaggio di velocità ai IX Giochi olimpici invernali - 1500 m femminile
La competizione dei 1500 m femminile di pattinaggio di velocità ai IX Giochi olimpici invernali si è svolta il giorno 31 gennaio 1964 sulla pista del  Olympia Eisschnelllaufbahn a Innsbruck.

## Risultati
| Pos.    | Atleta                   | Nazione          | Tempi intermedi | Tempi intermedi | Tempi intermedi | Tempo Finale |
| Pos.    | Atleta                   | Nazione          | 300 m.          | 700 m.          | 1100 m.         | Tempo Finale |
| ------- | ------------------------ | ---------------- | --------------- | --------------- | --------------- | ------------ |
| Oro     | Lidija Skoblikova        | Unione Sovietica | 30"             | 1"07"           | 1"44"           | 2"22.6       |
| Argento | Kaija Mustonen           | Finlandia        | 30"             | 1"07"           | 1"46"           | 2"25.5       |
| Bronzo  | Berta Kolokoltseva       | Unione Sovietica | 30"             | 1"07"           | 1"47"           | 2"27.1       |
| 4       | Kim Song-Soon            | Corea del Nord   | 30"             | 1"07"           | 1"47"           | 2"27.7       |
| 5       | Helga Haase              | Germania         | 30"             | 1"08"           | 1"47"           | 2"28.6       |
| 6       | Christina Lindblom       | Svezia           | 30"             | 1"08"           | 1"47"           | 2"29.4       |
| 7       | Valentina Stenina        | Unione Sovietica | 30"             | 1"08"           | 1"48"           | 2"29.9       |
| 8       | Kaija-Liisa Keskivitikka | Finlandia        | 31"             | 1"09"           | 1"49"           | 2"30.0       |
| 9       | Han Pil-Hwa              | Corea del Nord   | 30"             | 1"08"           | 1"48"           | 2"30.1       |
| 10      | Hatsue Nagakubo          | Giappone         | 30"             | 1"09"           | 1"49"           | 2"30.9       |
| 11      | Gunilla Jacobsson        | Svezia           | 30"             | 1"08"           | 1"49"           | 2"31.9       |
| 12      | Inger Eriksson           | Svezia           | 29"             | 1"07"           | 1"49"           | 2"32.0       |
| 13      | Doreen McCannell         | Canada           | 30"             | 1"09"           | 1"50"           | 2"32.7       |
| 14      | Yasuko Takano            | Giappone         | 32"             | 1"10"           | 1"51"           | 2"33.1       |
| 15      | Judy Morstein            | Stati Uniti      | 30"             | 1"08"           | 1"50"           | 2"33.3       |
| 16      | Willy de Beer            | Paesi Bassi      | 32"             | 1"10"           | 1"51"           | 2"34.0       |
| 16      | Doreen Ryan              | Canada           | 31"             | 1"10"           | 1"52"           | 2"34.0       |
| 18      | Kaneko Takahashi         | Giappone         | 31"             | 1"10"           | 1"51"           | 2"34.6       |
| 19      | Mary Lawler              | Stati Uniti      | 30"             | 1"08"           | 1"50"           | 2"34.9       |
| 20      | Kornélia Ihász           | Ungheria         | 32"             | 1"11"           | 1"52"           | 2"35.1       |
| 21      | Inge Lieckfeldt          | Germania         | 33"             | 1"13"           | 1"54"           | 2"36.2       |
| 22      | Françoise Lucas          | Francia          | 32"             | 1"11"           | 1"53"           | 2"36.4       |
| 22      | Adelajda Mroske          | Polonia          | 32"             | 1"12"           | 1"54"           | 2"36.4       |
| 24      | Jan Smith                | Stati Uniti      | 30"             | 1"09"           | 1"52"           | 2"37.8       |
| 25      | Helena Pilejczyk         | Polonia          | 31"             | 1"12"           | 1"54"           | 2"38.3       |
| 26      | Elwira Seroczyńska       | Polonia          | 30"             | 1"10"           | 1"53"           | 2"39.3       |
| 27      | Kim Gwi-Jin              | Corea del Sud    | 32"             | 1"13"           | 1"55"           | 2"39.7       |
| 28      | Erika Heinicke           | Germania         | 32"             | 1"13"           | 1"55"           | 2"40.4       |
| 29      | Jarmila Šťastná          | Cecoslovacchia   | 32"             | 1"14"           | 1"58"           | 2"42.9       |
| 30      | An Sen-Za                | Corea del Nord   | 32"             | 1"12"           | 1"53"           | 2"44.7       |